# Petr Henych
Petr Henych (* 10. února 1968, Praha) je český rockový kytarista, který na sebe poprvé upozornil v roce 1992 v kapele John Dovanni. V průběhu let působil pak vedle nejvýraznějších osobností české hudební scény (Ladislav Křížek a Kreyson, Vilém Čok, Bára Basiková a Precedens, Pancho, Petr Kolář). V současné době působí v kapele Leaders! Kamila Střihavky. Jeho bratrancem je někdejší frontman hudební skupiny Törr, zpěvák Vlastimil Henych.
V roce 2007 sám složil, nahrál a vydal své první instrumentální album Na vlastních rukou. Po krátké době založil doprovodný band tvořený basistou Martinem Hroňkem a bubeníkem Jakubem Homolou. Trio bylo pojmenováno G-bod a v jeho repertoáru je materiál z CD Na vlastních rukou a několik převzatých skladeb např. Jimiho Hendrixe nebo Joe Satrianiho.
Mezi nejvýraznější interpretační a skladatelské aktivity poslední doby patří působení na úspěšném hudebním projektu Album Petra Koláře, kde měl hlavní skladatelský a aranžérský podíl a současně byl členem a spoluzakladatelem zpěvákovy doprovodné skupiny. Je mimo jiné autorem hudby písně Vyznání, která byla označena za druhou nejoblíbenější skladbu v soutěži Hit roku 2006 [nedostupný zdroj].
Kapela G-bod byla mimo jiné supportem amerického kytaristy Richieho Kotzena 18. 3. 2008 a poté 9.2.2009 v Retro Music Hall .
Roku 2009 vstoupil jako kytarista do kapely Leaders, která doprovází zpěváka Kamila Střihavku.
12. července 2010 vyšlo jeho kapele G-Bod album s názvem Pleasure Trip. Obsahuje celkem dvanáct instrumentálních skladeb. Oproti jeho debutovému počinu je tato deska natočena s živou kapelou, ve které spolu s ním hraje baskytarista Martin Hroněk a bubeník Jakub Homola.
- Petr Henych - Na vlastních rukou (2007)
- Petr Henych & G-Bod - Pleasure Trip (2010)